# 吉日·科瓦爾

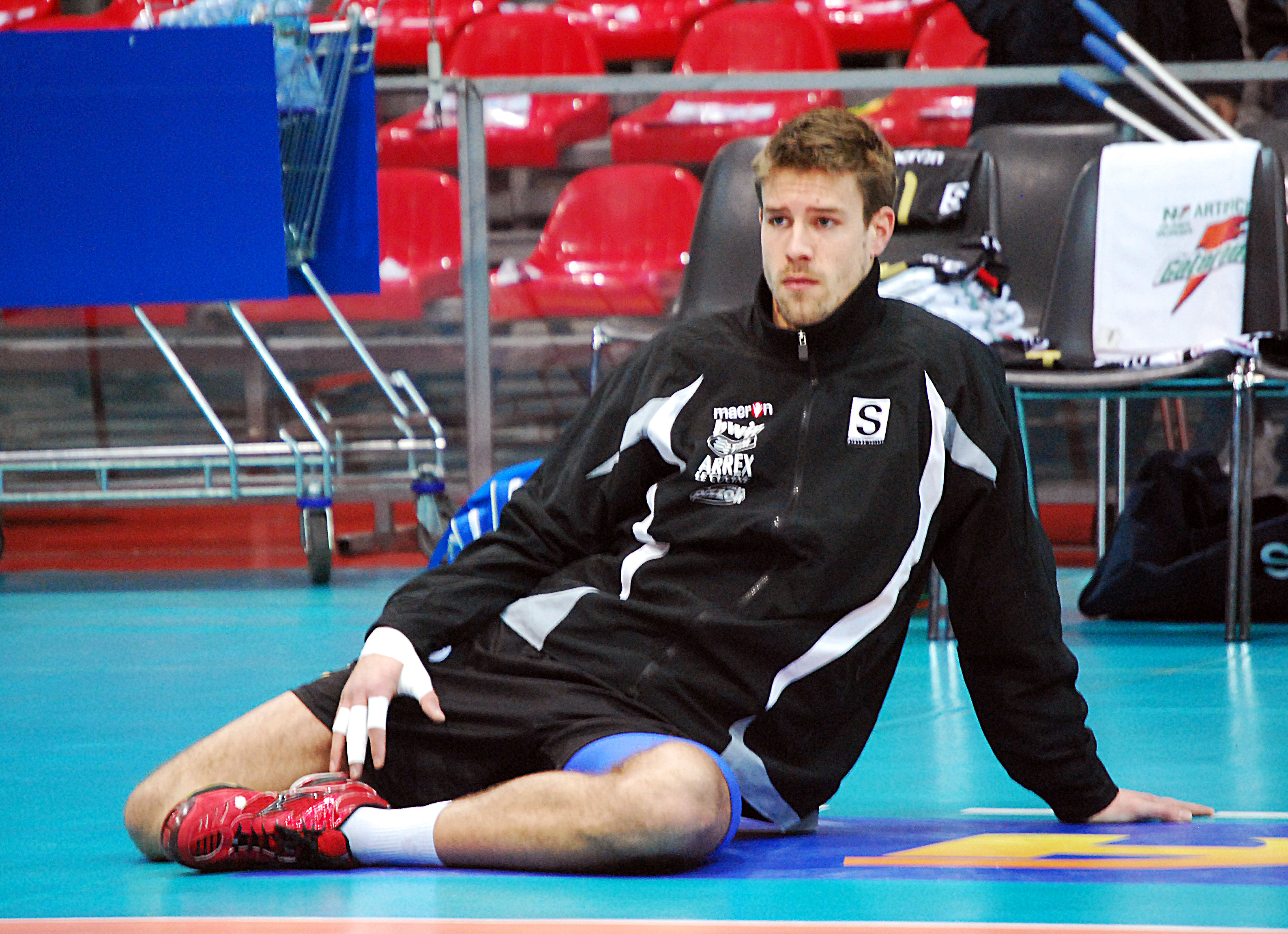
吉日·科瓦爾

吉日·科瓦爾（義大利語：Jiří Kovář；1989年4月10日—）是一位意大利排球運動員。他是捷克裔意大利人。他現在效力於意大利排球聯賽球隊盧貝排球俱樂部。他也代表意大利國家男子排球隊參賽。